# 폴란드어 음운론
이 문서는 바르샤바 방언에 기초한 표준 폴란드어의 음운 체계를 다룬다. 폴란드어의 자음은 32개가 있고, 모음은 8개가 있다.

## 같이 보기
- 폴란드어 알파벳